# باتوخان

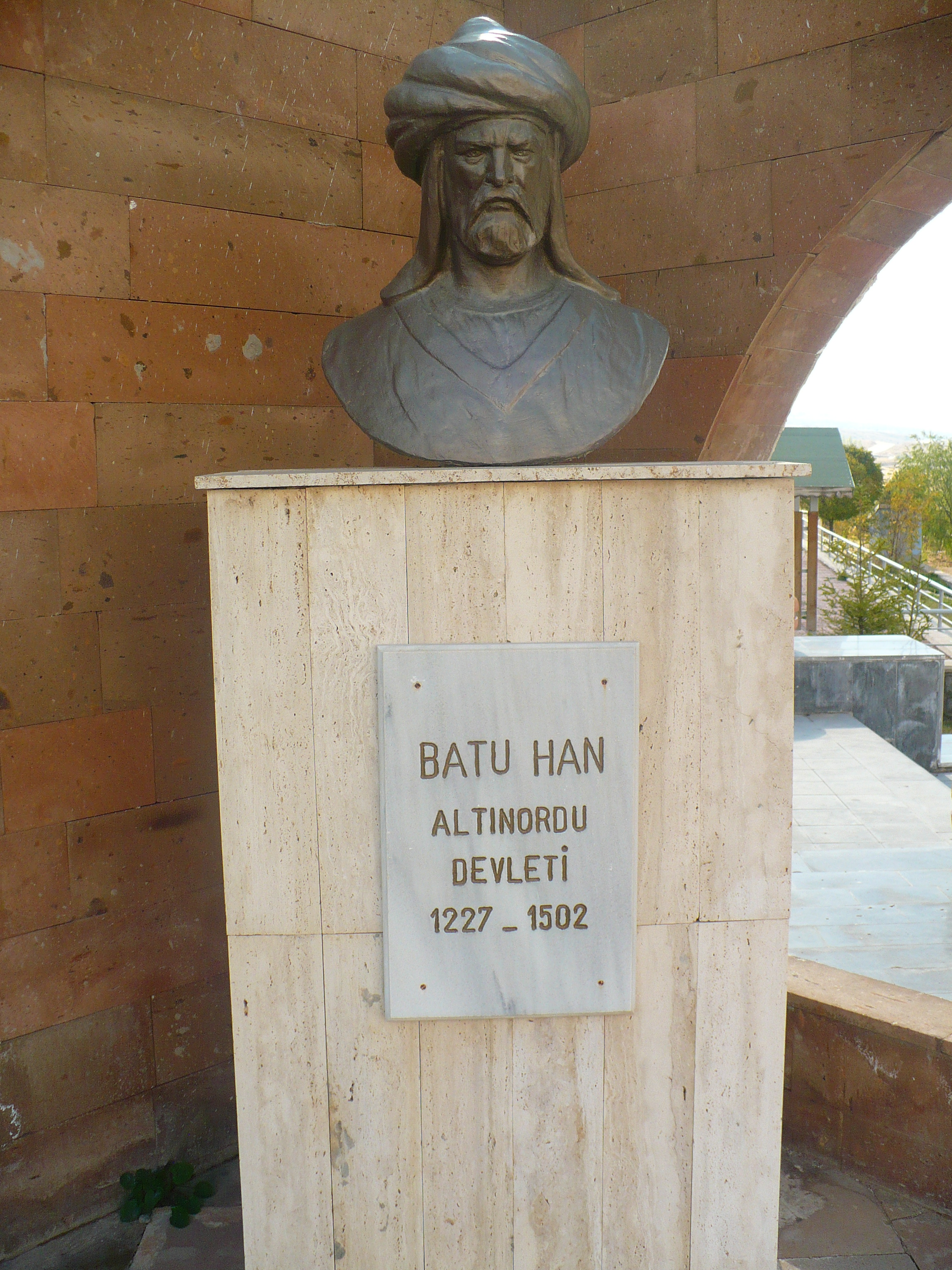

باتو (زاده ۱۲۰۷ - درگذشته ۱۲۵۵ (میلادی) فرزند جوجی و نوهٔ چنگیز خان مغول بود. جوجی، فرمانروایی آسیای میانه را در اختیار داشت و به حکومت او، اردوی زرین گفته می‌شد.
نیمه غربی حکومت جوجی به باتو رسید. باتو، کار خودش را با حمله به اروپا و روسیه آغاز کرد. از رودخانهٔ ولگا گذشت و کیِف را گرفت. کمی بعد، مجارستان و لهستان را فتح و آنها را نیز به امپراتوری خود ضمیمه کرد؛ ولی از آن جایی که می‌ترسید گیوک خان، مقام خان بزرگ را کسب کند، مجبور شد اروپا را رها کند و به مغولستان برگردد تا بتواند جایگاه خود را مستحکم کند. پس دل از اروپا کند و نابسامانی‌های سیاسی در مغولستان، کارهای وی را بیهوده گذاشت.
باتو بعد از شکست ادعایش به سیبری عقب‌نشینی کرد. به ممالک باتو، اردوی زرین می‌گفتند. بعدها بخش دیگری از سرزمینش هم به دست شیبان و اوردا، برادران باتو، تجزیه شد.
می‌گویند که باتو پیرو هیچ دین و مذهبی نبود و جز خداپرستی، هیچ شیوه دیگری نمی‌دانست. اهل بذل و بخشش بود و هرچه پیش او می‌فرستادند در حصارش میان مسلمانان و مغولان و پیروان سایر ادیان به‌طور مساوی تقسیم می‌کرد. مرگ باتو به سال ۶۵۳ اتفاق افتاد.

## نگارخانه

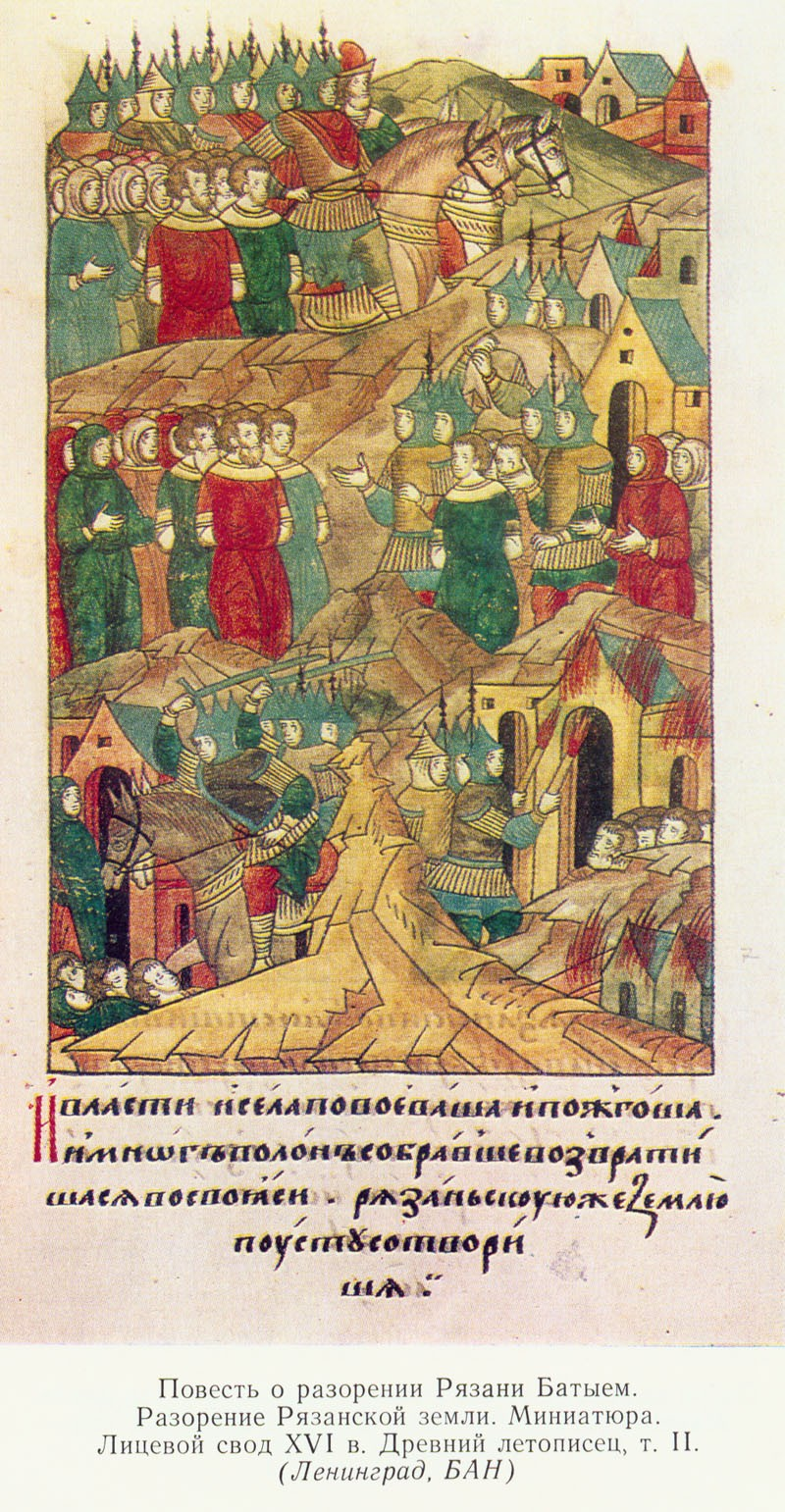
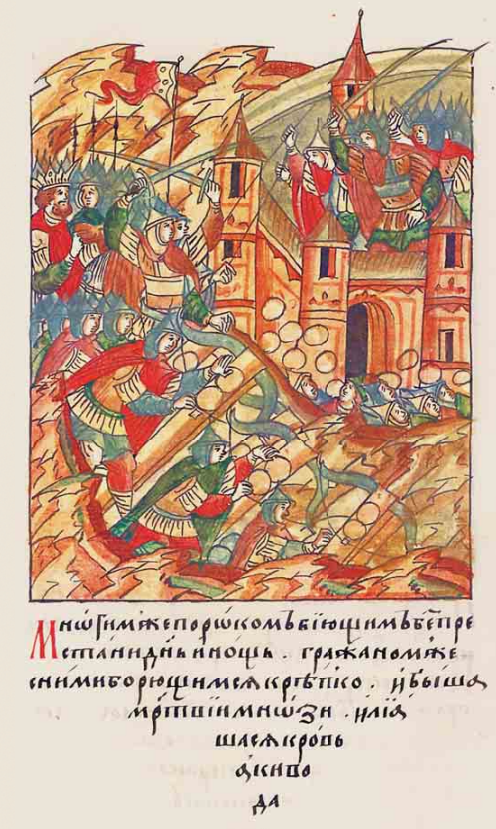
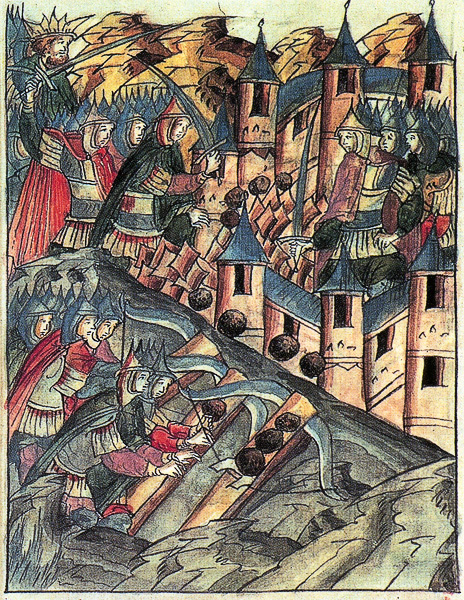
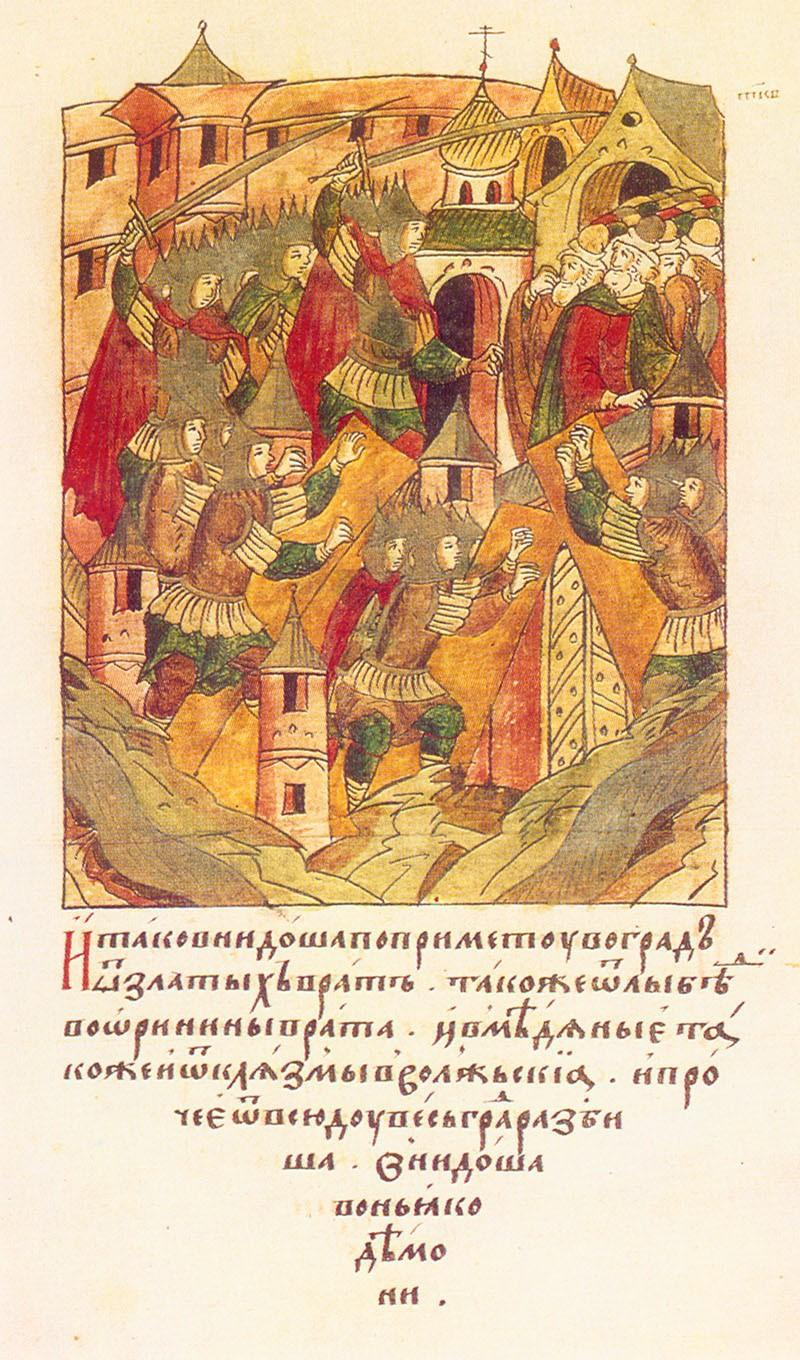
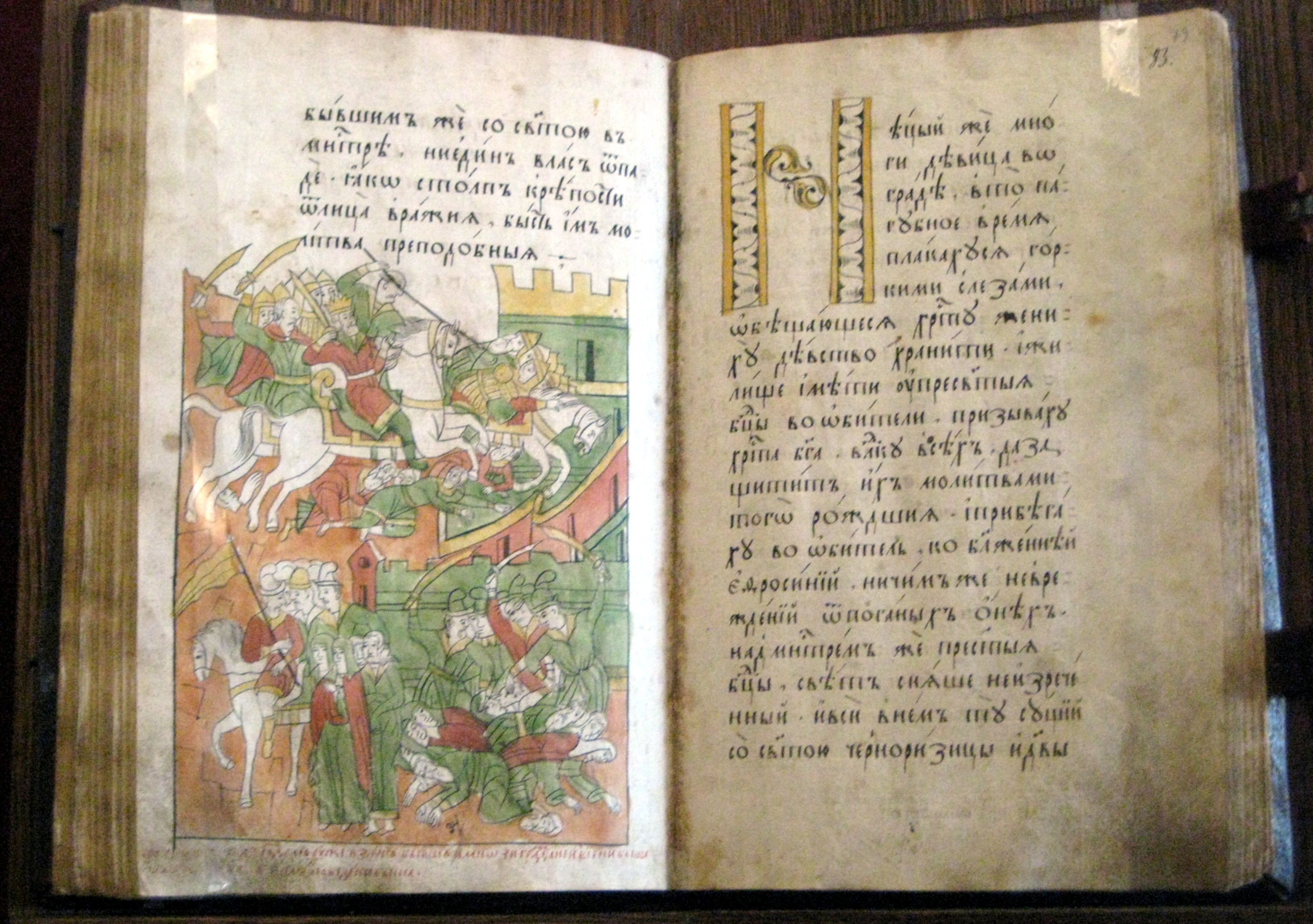